# گلنبروک (نیو ساوت ولز)
گلنبروک (به انگلیسی: Glenbrook) یک شهرک در استرالیا است که در نیو ساوت ولز واقع شده‌است.